# Ocelotes UAN
Los Ocelotes UAN (antes Universitarios de Tepic) es un equipo que compite en la Liga Invernal de Béisbol Nayarita con sede en Tepic, Nayarit, México.

## Historia
Los "Ocelotes UAN" anteriormente como "Universitarios de Tepic"' es un equipo que pertenece a la Universidad Autónoma de Nayarit y que fue sucursal de los equipos de la Liga Mexicana de Béisbol Diablos Rojos del México y Guerreros de Oaxaca. Tiene su sede en la ciudad de Tepic en el estado de Nayarit. 
a lo largo de los años han ido modificando su identidad en la etapa de los años 2000 se le llamó "Cañeros de Tepic", posteriormente como a partir del año 2004 se le conoció como "Diablos Rojos de Tepic" por la sucursal de Diablos Rojos de México de Liga Mexicana de Béisbol.
Para los años siguientes modificaron su emblema y sus colores tradicionales de rectoría de la Universidad Autónoma de Nayarit, así como el nombre por una brevedad  de corto tiempo como "Diplomáticos de Tepic". A partir del año 2016 se empezó a llamar "Universitarios de Tepic" que duro hasta el año 2023 cambiando por el actual nombre de "Ocelotes UAN".
Su parque es el Estadio Universitario de Tepic y participa en la actual Liga Nayarit de Béisbol.

## Símbolo
El escudo ha sufrido cambios a lo largo de los años así como el nombre del equipo y colores, y está representado por un Ocelote en la parte frontal y envuelta por la letra "U" dando lugar a la palabra "Universidad" sus actuales colores principales son, el azul y blanco y los secundarios azul y negro, de acuerdo a su nueva identidad.

## Palmarés
| Competencia Estatal               | Títulos                                         |
| --------------------------------- | ----------------------------------------------- |
| Liga Invernal de Béisbol Nayarita | LBN 2005 LBN 2006, LBN 2008-2009, LBN 2013-2013 |

## Jugadores

### Roster actual
Por definir.